# Nesogenes africanus
Nesogenes africanus là loài thực vật có hoa thuộc họ Cỏ chổi. Loài này được G.Taylor mô tả khoa học đầu tiên năm 1930.